# Igreja Nossa Senhora Mãe dos Homens
A Igreja Nossa Senhora Mãe dos Homens, integrante do Santuário do Caraça, é um templo religioso católico localizado no município brasileiro de Catas Altas, no estado de Minas Gerais. O nome oficial do complexo é o Santuário de Nossa Senhora Mãe dos Homens, mas o Caraça tem esse apelido devido à forma que tem parte da serra, que lembra o rosto de um gigante deitado.
Situada na Serra do Caraça, construída entre 1876 e 1883, auge do período de mineração, no local onde antes existia a Ermida do Irmão Lourenço, foi inaugurada em 27 de maio de 1883, com presença dos bispos do Rio de Janeiro, Mariana e Bahia. Havia no local uma igreja construída no período do Irmão Lourenço, que foi demolida para dar espaço ao projeto do Pe. Clavelin. Desta igreja restaram dois altares laterais que podem ser vistos logo na entrada da igreja, um de cada lado.
Uma das principais rotas de turismo do município, foi a primeira igreja do Brasil em estilo neogótico. Possui uma torre de 48 metros de altura e uma pintura da Santa Ceia pintada pelo Mestre Ataíde em 1828. O altar possui uma imagem barroca de Nossa Senhora Mãe dos Homens talhada na madeira em peça única, com roupas pintadas a ouro, vinda de Portugal em 1784. O Santuário, que já foi visitado pelos presidentes da República Afonso Pena e Artur Bernardes é tombado pelo IPHAN.